# Hessdalen

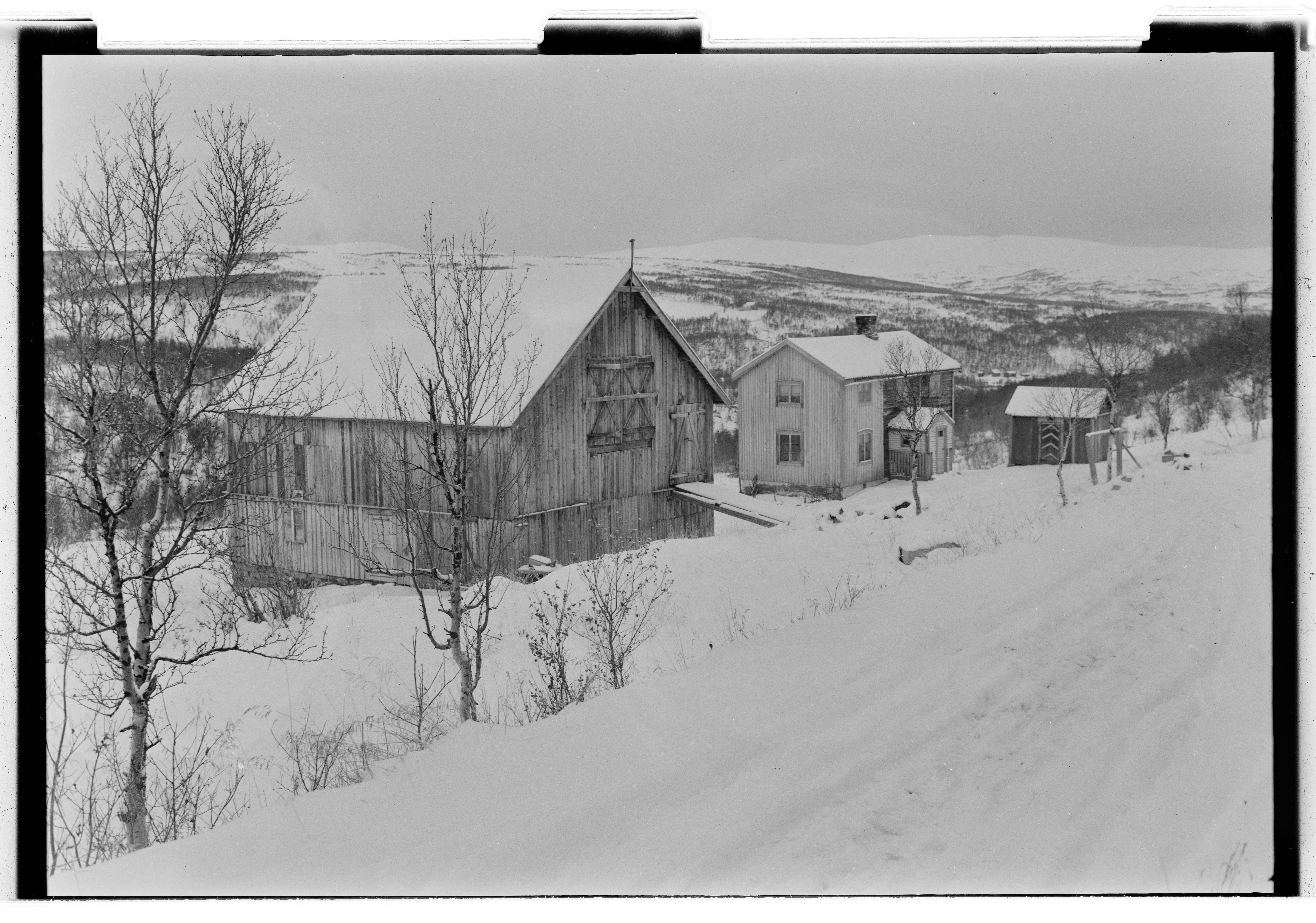
Hessdalen år 1953.

Hessdalen är en 12 km lång dal som ligger i Holtålens kommun i Trøndelag fylke,  Norge. Dalen ligger 120 km söder om Trondheim och 35 km norr om Røros. 

## Ljusfenomen
Området blev uppmärksammat under början av 1980-talet då rapporter om märkliga ljus började komma in. Dessa ljus visar sig idag mer sällan, men en handfull observationer rapporteras årligen. Ljusen liknar de som kan ses i Texas där de kallas Marfa-ljusen.  Forskning bedrivs i Hessdalen av Høgskolen i Østfold och går under namnet "Project Hessdalen".
År 2007 framfördes som möjlig förklaring av fenomenet att det rörde sig om förbränningar i luften.
År 2016 fick Høgskolen i Østfold 1,5 miljoner kronor av  Olav Thons stiftelse till forskningsprojektet i Hessdalen och år 2018 byggde man en forskningsstation på fjället Skavan som efter planen skall vara bemannad dygnet runt under minst sju år.
Projektet besöks varje år av utländska forskare men har hittills fått kalla handen av NTNU i Trondheim vars forskare har beskrivit det som ett hobbyprojekt.